# 12 Heures de Bathurst 2018
Navigation
Édition précédente Édition suivante
Les 12 Heures de Bathurst 2018 sont la 17e édition de l'épreuve et la 1re manche de l'Intercontinental GT Challenge 2018 (en). Elles ont été remportées le 4 février 2018 par l'Audi no 37 de l’équipe WRT et pilotée par Robin Frijns, Stuart Leonard et Dries Vanthoor.

## Résultats
Voici le classement au terme de la course.
- Les vainqueurs de chaque catégorie sont signalés par un fond jauni.
- Pour la colonne Pneus, il faut passer le curseur au-dessus du modèle pour connaître le manufacturier de pneumatiques.

| Pos. | Classe | No. | Engagés                  | Pilotes                                                           | Voiture                             | Temps |
| Pos. | Classe | No. | Engagés                  | Pilotes                                                           | Moteur                              | Temps |
| ---- | ------ | --- | ------------------------ | ----------------------------------------------------------------- | ----------------------------------- | ----- |
| 1    | APP    | 37  | Audi Sport Team WRT      | Robin Frijns Stuart Leonard Dries Vanthoor                        | Audi R8 LMS                         | 271   |
| 1    | APP    | 37  | Audi Sport Team WRT      | Robin Frijns Stuart Leonard Dries Vanthoor                        | 5.2 L FSI 2×DOHC Audi V10           | 271   |
| 2    | APP    | 75  | SunEnergy1 Racing        | Kenny Habul Jamie Whincup Tristan Vautier Raffaele Marciello      | Mercedes-AMG GT3                    | 271   |
| 2    | APP    | 75  | SunEnergy1 Racing        | Kenny Habul Jamie Whincup Tristan Vautier Raffaele Marciello      | 6.2 L Mercedes-Benz M159 V8         | 271   |
| 3    | APA    | 540 | Black Swan Racing        | Jeroen Bleekemolen Tim Pappas Luca Stolz Marc Lieb                | Porsche 911 GT3 R                   | 271   |
| 3    | APA    | 540 | Black Swan Racing        | Jeroen Bleekemolen Tim Pappas Luca Stolz Marc Lieb                | 4.0 L Porsche H6                    | 271   |
| 4    | APA    | 12  | Competition Motorsports  | David Calvert-Jones Alex Davison Matt Campbell Patrick Long       | Porsche 911 GT3 R                   | 271   |
| 4    | APA    | 12  | Competition Motorsports  | David Calvert-Jones Alex Davison Matt Campbell Patrick Long       | 4.0 L Porsche H6                    | 271   |
| 5    | APP    | 991 | Craft-Bamboo Racing      | Kévin Estre Laurens Vanthoor Earl Bamber                          | Porsche 911 GT3 R                   | 271   |
| 5    | APP    | 991 | Craft-Bamboo Racing      | Kévin Estre Laurens Vanthoor Earl Bamber                          | 4.0 L Porsche H6                    | 271   |
| 6    | APP    | 911 | Manthey-Racing           | Dirk Werner Romain Dumas Frédéric Makowiecki                      | Porsche 911 GT3 R                   | 271   |
| 6    | APP    | 911 | Manthey-Racing           | Dirk Werner Romain Dumas Frédéric Makowiecki                      | 4.0 L Porsche H6                    | 271   |
| 7    | APP    | 55  | Strakka Racing           | Cameron Waters Nick Leventis Lewis Williamson David Fumanelli     | Mercedes-AMG GT3                    | 271   |
| 7    | APP    | 55  | Strakka Racing           | Cameron Waters Nick Leventis Lewis Williamson David Fumanelli     | 6.2 L Mercedes-Benz M159 V8         | 271   |
| 8    | APA    | 29  | Trofeo Motorsport        | Ivan Capelli Jim Manolios Ryan Millier Dean Canto                 | Lamborghini Huracán GT3             | 270   |
| 8    | APA    | 29  | Trofeo Motorsport        | Ivan Capelli Jim Manolios Ryan Millier Dean Canto                 | 5.2 L Lamborghini V10               | 270   |
| 9    | APP    | 100 | BMW Team SRM             | Steven Richards Timo Glock Philipp Eng                            | BMW M6 GT3                          | 270   |
| 9    | APP    | 100 | BMW Team SRM             | Steven Richards Timo Glock Philipp Eng                            | 4.4 L S63 BMW V8                    | 270   |
| 10   | AAM    | 69  | Superbarn Supermarkets   | James Koundouris Theo Koundouris Duvashen Padayachee Ashley Walsh | Audi R8 LMS                         | 269   |
| 10   | AAM    | 69  | Superbarn Supermarkets   | James Koundouris Theo Koundouris Duvashen Padayachee Ashley Walsh | 5.2 L FSI 2×DOHC Audi V10           | 269   |
| 11   | APA    | 47  | YNA Autosport            | Scott McLaughlin Fraser Ross Andrew Watson Alexander West         | McLaren 650S GT3                    | 269   |
| 11   | APA    | 47  | YNA Autosport            | Scott McLaughlin Fraser Ross Andrew Watson Alexander West         | 3.8 L McLaren M838T twin-turbo V8   | 269   |
| 12   | APA    | 8   | Scott Taylor Motorsport  | Max Twigg Tony D'Alberto Craig Baird                              | Mercedes-AMG GT3                    | 268   |
| 12   | APA    | 8   | Scott Taylor Motorsport  | Max Twigg Tony D'Alberto Craig Baird                              | 6.2 L Mercedes-Benz M159 V8         | 268   |
| 13   | AAM    | 32  | Lago Racing              | Roger Lago Steve Owen David Russell                               | Lamborghini Gallardo R-EX           | 267   |
| 13   | AAM    | 32  | Lago Racing              | Roger Lago Steve Owen David Russell                               | 5.2 L Lamborghini V10               | 267   |
| 14   | APA    | 39  | Audi Sport Team WRT      | Pedro Lamy Mathias Lauda Paul Dalla Lana Will Davison             | Audi R8 LMS                         | 267   |
| 14   | APA    | 39  | Audi Sport Team WRT      | Pedro Lamy Mathias Lauda Paul Dalla Lana Will Davison             | 5.2 L FSI 2×DOHC Audi V10           | 267   |
| 15   | APA    | 19  | Nineteen Corp P/L        | Mark Griffith David Reynolds John Martin Liam Talbot              | Mercedes-AMG GT3                    | 266   |
| 15   | APA    | 19  | Nineteen Corp P/L        | Mark Griffith David Reynolds John Martin Liam Talbot              | 6.2 L Mercedes-Benz M159 V8         | 266   |
| 16   | APP    | 17  | Bentley Team M-Sport     | Guy Smith Steven Kane Jules Gounon                                | Bentley Continental GT3             | 265   |
| 16   | APP    | 17  | Bentley Team M-Sport     | Guy Smith Steven Kane Jules Gounon                                | 4.0 L Volkswagen twin-turbo V8      | 265   |
| 17   | B      | 4   | Grove Motorsport         | Stephen Grove Brenton Grove Ben Barker Daniel Gaunt               | Porsche 991 GT3 Cup                 | 260   |
| 17   | B      | 4   | Grove Motorsport         | Stephen Grove Brenton Grove Ben Barker Daniel Gaunt               | 3.8 L Porsche H6                    | 260   |
| 18   | I      | 91  | MARC Cars Australia      | Keith Kassulke Rod Salmon Will Brown                              | MARC II V8                          | 258   |
| 18   | I      | 91  | MARC Cars Australia      | Keith Kassulke Rod Salmon Will Brown                              | 5.2 L Ford Voodoo V8                | 258   |
| 19   | B      | 85  | Wall Racing              | Charles Putman Charles Espenlaub Joe Foster                       | Porsche 991 GT3 Cup                 | 257   |
| 19   | B      | 85  | Wall Racing              | Charles Putman Charles Espenlaub Joe Foster                       | 3.8 L Porsche H6                    | 257   |
| 20   | B      | 21  | Ashley Seward Motorsport | Danny Stutterd Sam Fillmore Andrew Fawcet                         | Porsche 991 GT3 Cup                 | 256   |
| 20   | B      | 21  | Ashley Seward Motorsport | Danny Stutterd Sam Fillmore Andrew Fawcet                         | 3.8 L Porsche H6                    | 256   |
| 21   | AAM    | 6   | Wall Racing              | Richard Gartner David Wall John Bowe Hadrian Morrall              | Lamborghini Gallardo R-EX           | 256   |
| 21   | AAM    | 6   | Wall Racing              | Richard Gartner David Wall John Bowe Hadrian Morrall              | 5.2 L Lamborghini V10               | 256   |
| 22   | C      | 30  | Boat Works Racing        | Tony Longhurst Aaron Seton Matthew Brabham                        | BMW M4 GT4                          | 250   |
| 22   | C      | 30  | Boat Works Racing        | Tony Longhurst Aaron Seton Matthew Brabham                        | 3.0 L BMW N55 twin-turbo I6         | 250   |
| 23   | C      | 77  | Ginetta Australia        | Lindsay Kearns Coleby Cowham Mike Simpson                         | Ginetta G55                         | 246   |
| 23   | C      | 77  | Ginetta Australia        | Lindsay Kearns Coleby Cowham Mike Simpson                         | 4.7 L Ford Cyclone V6               | 246   |
| 24   | C      | 49  | M Motorsport             | Glen Wood Trent Harrison Cody Hill                                | KTM X-Bow GT4                       | 245   |
| 24   | C      | 49  | M Motorsport             | Glen Wood Trent Harrison Cody Hill                                | 2.0 L Audi 16v TFSI turbocharged I4 | 245   |
| 25   | I      | 93  | MARC Cars Australia      | Grant Denyer Garry Jacobson Tyler Everingham                      | MARC Mazda 3 V8                     | 244   |
| 25   | I      | 93  | MARC Cars Australia      | Grant Denyer Garry Jacobson Tyler Everingham                      | 5.0 L Ford Coyote V8                | 244   |
| 26   | I      | 33  | MARC Cars Australia      | Zane Goddard Drew Ridge Rob Thomson                               | MARC Mazda 3 V8                     | 243   |
| 26   | I      | 33  | MARC Cars Australia      | Zane Goddard Drew Ridge Rob Thomson                               | 5.0 L Ford Coyote V8                | 243   |
| 27   | APP    | 22  | Jamec Pem Racing         | Garth Tander Kelvin van der Linde Frédéric Vervisch               | Audi R8 LMS                         | 241   |
| 27   | APP    | 22  | Jamec Pem Racing         | Garth Tander Kelvin van der Linde Frédéric Vervisch               | 5.2 L FSI 2×DOHC Audi V10           | 241   |
| 28   | APP    | 56  | Strakka Racing           | Maximilian Götz Maximilian Buhk Alvaro Parente                    | Mercedes-AMG GT3                    | 237   |
| 28   | APP    | 56  | Strakka Racing           | Maximilian Götz Maximilian Buhk Alvaro Parente                    | 6.2 L Mercedes-Benz M159 V8         | 237   |
| 29   | C      | 13  | RHC-Strom/Lawrence       | Daren Jorgensen Cameron Lawrence Brett Strom Kuno Wittmer         | BMW M4 GT4                          | 188   |
| 29   | C      | 13  | RHC-Strom/Lawrence       | Daren Jorgensen Cameron Lawrence Brett Strom Kuno Wittmer         | 3.0 L BMW N55 twin-turbo I6         | 188   |
| 30   | C      | 44  | BMW Team SRM             | Dean Grant Xavier West Cameron Hill                               | BMW M4 GT4                          | 162   |
| 30   | C      | 44  | BMW Team SRM             | Dean Grant Xavier West Cameron Hill                               | 3.0 L BMW N55 twin-turbo I6         | 162   |
| 31   | I      | 66  | Daytona Sports Cars      | Ben Schoots Adam Macrow Michael Caine                             | Dodge Viper Competition Coupe       | 162   |
| 31   | I      | 66  | Daytona Sports Cars      | Ben Schoots Adam Macrow Michael Caine                             | 8.3 L Viper V10                     | 162   |
| 32   | I      | 65  | Daytona Sports Cars      | Jamie Augustine Dylan Thomas Rhys Howell                          | Daytona Sportscar                   | 145   |
| 32   | I      | 65  | Daytona Sports Cars      | Jamie Augustine Dylan Thomas Rhys Howell                          | 6.0 L GM LS1 V8                     | 145   |
| Abd  | APA    | 11  | Objective Racing         | Tony Walls Tim Slade Warren Luff Jaxon Evans                      | McLaren 650S GT3                    | 260   |
| Abd  | APA    | 11  | Objective Racing         | Tony Walls Tim Slade Warren Luff Jaxon Evans                      | 3.8 L McLaren M838T twin-turbo V8   | 260   |
| Abd  | I      | 95  | Eastgate Engineering     | Geoff Taunton Jason Busk Bryce Fullwood                           | MARC Focus V8                       | 244   |
| Abd  | I      | 95  | Eastgate Engineering     | Geoff Taunton Jason Busk Bryce Fullwood                           | 5.0 L Ford Coyote V8                | 244   |
| Abd  | APP    | 74  | Jamec Pem Racing         | Christopher Mies Christopher Haase Markus Winkelhock              | Audi R8 LMS                         | 238   |
| Abd  | APP    | 74  | Jamec Pem Racing         | Christopher Mies Christopher Haase Markus Winkelhock              | 5.2 L FSI 2×DOHC Audi V10           | 238   |
| Abd  | APA    | 777 | Buik Motorworks          | Yasser Shahin Luke Youlden Tomáš Enge                             | Lamborghini Gallardo R-EX           | 219   |
| Abd  | APA    | 777 | Buik Motorworks          | Yasser Shahin Luke Youlden Tomáš Enge                             | 5.2 L Lamborghini V10               | 219   |
| Abd  | APP    | 43  | BMW Team Schnitzer       | Marco Wittmann Augusto Farfus Chaz Mostert                        | BMW M6 GT3                          | 217   |
| Abd  | APP    | 43  | BMW Team Schnitzer       | Marco Wittmann Augusto Farfus Chaz Mostert                        | 4.4 L S63 BMW V8                    | 217   |
| Abd  | B      | 40  | On Track Motorsport      | Garry Mennell Kean Booker Aaron Zerefos Mark Caine                | Porsche 997 GT3 Cup                 | 193   |
| Abd  | B      | 40  | On Track Motorsport      | Garry Mennell Kean Booker Aaron Zerefos Mark Caine                | 3.6 L Porsche H6                    | 193   |
| Abd  | C      | 88  | Ginetta Australia        | Ben Walsh Jaie Robson William Tregurtha                           | Ginetta G55                         | 133   |
| Abd  | C      | 88  | Ginetta Australia        | Ben Walsh Jaie Robson William Tregurtha                           | 4.7 L Ford Cyclone V6               | 133   |
| Abd  | I      | 54  | MARC Cars Australia      | Tony Alford Kyle Alford Chad Parrish Paul Morris                  | MARC II V8                          | 123   |
| Abd  | I      | 54  | MARC Cars Australia      | Tony Alford Kyle Alford Chad Parrish Paul Morris                  | 5.2 L Ford Voodoo V8                | 123   |
| Abd  | APP    | 58  | YNA Autosport            | Craig Lowndes Shane van Gisbergen Côme Ledogar                    | McLaren 650S GT3                    | 119   |
| Abd  | APP    | 58  | YNA Autosport            | Craig Lowndes Shane van Gisbergen Côme Ledogar                    | 3.8 L McLaren M838T twin-turbo V8   | 119   |
| Abd  | I      | 67  | MARC Cars Australia      | Morgan Haber Jake Camilleri Aaron Cameron                         | MARC II V8                          | 87    |
| Abd  | I      | 67  | MARC Cars Australia      | Morgan Haber Jake Camilleri Aaron Cameron                         | 5.2 L Ford Voodoo V8                | 87    |
| Abd  | C      | 46  | PROSport Performance     | Jörg Viebahn Max Braams Marco Schelp Nico Verdonck                | Porsche Cayman Pro 4                | 84    |
| Abd  | C      | 46  | PROSport Performance     | Jörg Viebahn Max Braams Marco Schelp Nico Verdonck                | 3.4 L Porsche H6                    | 84    |
| Abd  | B      | 23  | Team Carrera Cup Asia    | Chris van der Drift Andrew Tang Evan Chen Paul Tresidder          | Porsche 991 GT3 Cup                 | 82    |
| Abd  | B      | 23  | Team Carrera Cup Asia    | Chris van der Drift Andrew Tang Evan Chen Paul Tresidder          | 3.8 L Porsche H6                    | 82    |
| Abd  | AAM    | 3   | Team ASR                 | Ash Samadi Daniel Gaunt Dylan O’Keefe                             | Audi R8 LMS                         | 66    |
| Abd  | AAM    | 3   | Team ASR                 | Ash Samadi Daniel Gaunt Dylan O’Keefe                             | 5.2 L FSI 2×DOHC Audi V10           | 66    |
| Abd  | APP    | 18  | Bentley Team M-Sport     | Vincent Abril Andy Soucek Maxime Soulet                           | Bentley Continental GT3             | 58    |
| Abd  | APP    | 18  | Bentley Team M-Sport     | Vincent Abril Andy Soucek Maxime Soulet                           | 4.0 L Volkswagen twin-turbo V8      | 58    |
| Abd  | APA    | 82  | International Motorsport | Matt Halliday Andrew Bagnall Jonny Reid                           | Audi R8 LMS                         | 41    |
| Abd  | APA    | 82  | International Motorsport | Matt Halliday Andrew Bagnall Jonny Reid                           | 5.2 L FSI 2×DOHC Audi V10           | 41    |
| Abd  | APA    | 9   | Hallmarc Racing          | Marc Cini Lee Holdsworth Dean Fiore                               | Audi R8 LMS                         | 41    |
| Abd  | APA    | 9   | Hallmarc Racing          | Marc Cini Lee Holdsworth Dean Fiore                               | 5.2 L FSI 2×DOHC Audi V10           | 41    |
| Abd  | C      | 48  | M Motorsport             | Justin McMillan Tim Macrow David Crampton Caitlin Wood            | KTM X-Bow GT4                       | 31    |
| Abd  | C      | 48  | M Motorsport             | Justin McMillan Tim Macrow David Crampton Caitlin Wood            | 2.0 L Audi 16v TFSI turbocharged I4 | 31    |
| Abd  | I      | 96  | MARC Cars Australia      | John Goodacre Peter Major Jordan Love                             | MARC Focus V8                       | 0     |
| Abd  | I      | 96  | MARC Cars Australia      | John Goodacre Peter Major Jordan Love                             | 5.0 L Ford Coyote V8                | 0     |
| Np   | C      | 15  | Baigent Racing Ltd       | Kent Baigent Neil Allport Matt Spratt Ash Blewett                 | BMW M4 GT4                          |       |
| Np   | C      | 15  | Baigent Racing Ltd       | Kent Baigent Neil Allport Matt Spratt Ash Blewett                 | 3.0 L BMW N55 twin-turbo I6         |       |